# Mittelehrenbach
Mittelehrenbach ist ein Gemeindeteil der Gemeinde Leutenbach im Landkreis Forchheim (Oberfranken, Bayern).

## Geografie

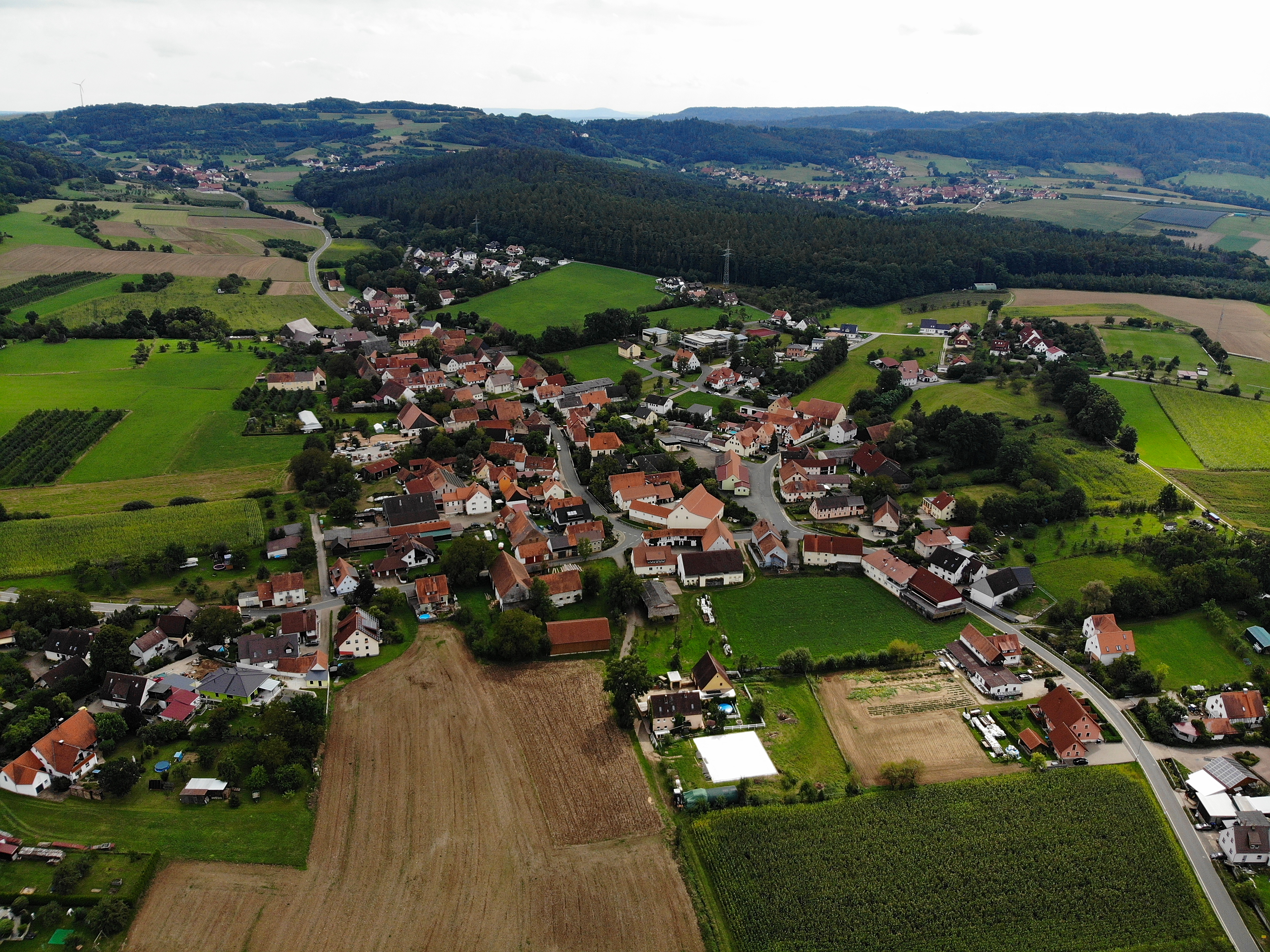
Mittelehrenbach Luftaufnahme (2020)

Das Kirchdorf liegt im Erlanger Albvorland und befindet sich etwa zweieinhalb Kilometer südlich des Ortszentrums von Leutenbach und liegt auf einer Höhe von 357 m ü. NHN.

## Baudenkmäler

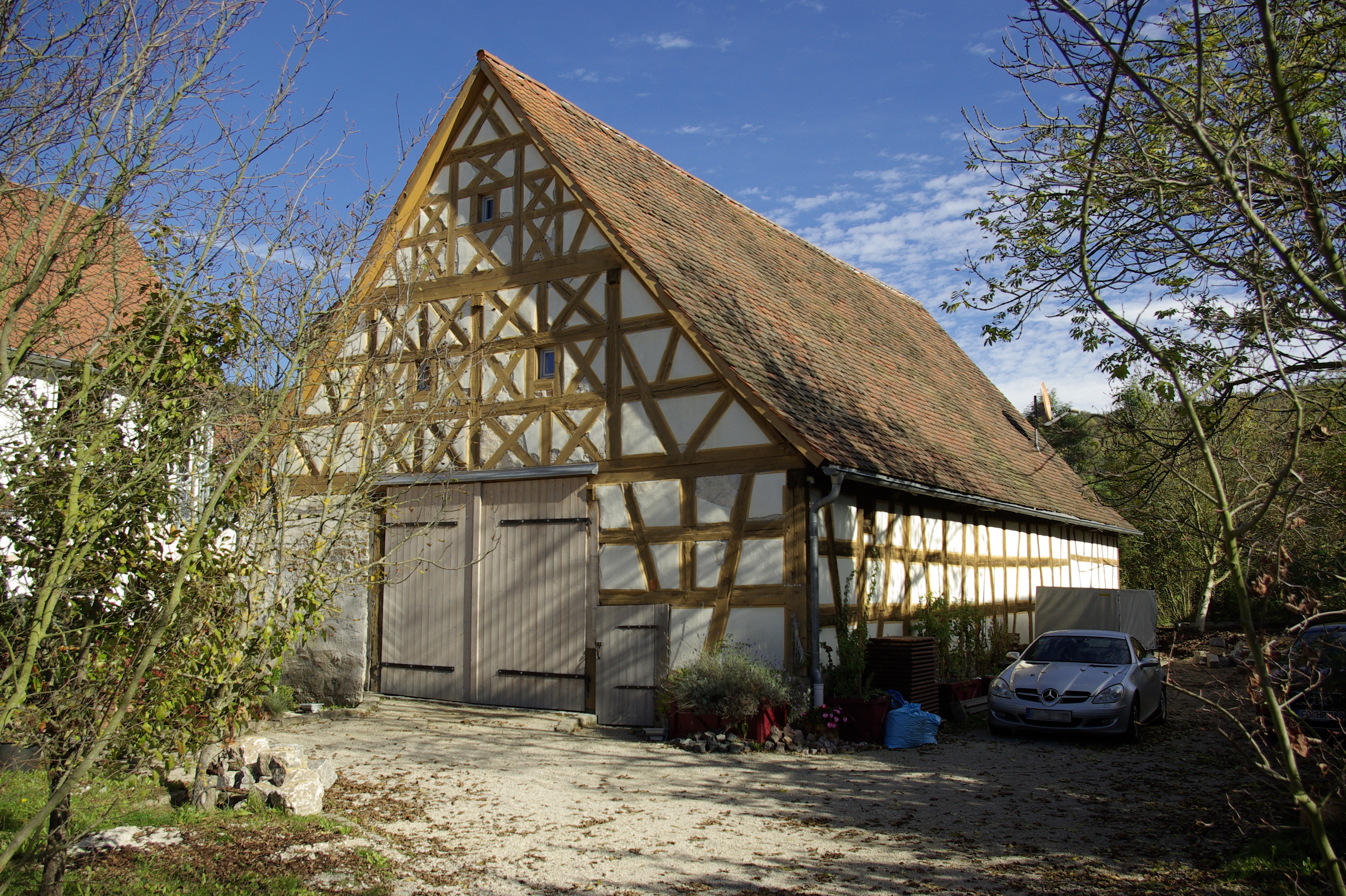
Ein Fachwerkstadel in Mittelehrenbach

## Geschichte
Bis zum Ende des 18. Jahrhunderts unterstand Mittelehrenbach der Hochgerichtsbarkeit des zum Hochstift Bamberg gehörenden Centamtes Forchheim. Die grundherrschaftlichen Besitzverhältnisse im Ort verteilten sich auf mehrere Vogteiherren, darunter das ebenfalls bambergische Amt Neunkirchen, das brandenburg-bayreuthische Oberamt Baiersdorf sowie mehrere Adelsfamilien. Das bambergische Oberamt Forchheim hatte zwar nur über ein Bauerngut die Vogtei, übte aber  die Dorf- und Gemeindeherrschaft in Mittelehrenbach aus. Als das Hochstift Bamberg infolge des Reichsdeputationshauptschlusses 1802/03 säkularisiert und unter Bruch der Reichsverfassung vom Kurfürstentum Pfalz-Baiern annektiert wurde, wurde auch Schlaifhausen ein Bestandteil der bei der „napoleonischen Flurbereinigung“ in Besitz genommenen neubayerischen Gebiete.
Durch die Verwaltungsreformen zu Beginn des 19. Jahrhunderts im Königreich Bayern wurde Mittelehrenbach mit dem Zweiten Gemeindeedikt 1818 eine Ruralgemeinde, zu der das Dorf Ortspitz und der Weiler Seidmar gehörten. Die Gemeinde Mittelehrenbach wurde im Zuge der kommunalen Gebietsreform in Bayern am 1. Mai 1978 in die Gemeinde Leutenbach eingegliedert.

## Verkehr
Die Anbindung an das öffentliche Straßennetz wird hauptsächlich durch die Staatsstraße St 2242 hergestellt, die aus dem Nordnordwesten von Dietzhof kommend nach dem Ort in das etwa einen Kilometer westsüdwestlich gelegene Kunreuth weiterführt, wo sie die Staatsstraße 2236 kreuzt. Die Kreisstraße FO 14 führt von Mittelehrenbach in südöstlicher Richtung nach Oberehrenbach und die FO 36 verbindet den Ort mit dem etwa dreieinhalb Kilometer östlich gelegenen Haidhof, einem Gemeindeteil der Stadt Gräfenberg.